# جوایز جهانی موسیقی رقص
جوایز جهانی موسیقی رقص یا IDMA یک مراسم سالانه جوایز است که به عنوان بخش عمده ای از کنفرانس موسیقی زمستانی در میامی بیچ، فلوریدا، فلوریدا، ایالات متحده آمریکا برگزار می‌شود. این جوایز از زمان ایجاد کنفرانس در سال ۱۹۸۵ هر سال برگزار می‌شود به استثنای سال ۲۰۱۷ که کنفرانس توسط هفته موسیقی میامی – برگزارکنندگان جشنواره موسیقی اولترا – خریداری شد.